# Brygos
Brygos (grec ancien : Βρύγος) est un potier grec qui œuvra à Athènes vers 490-470 av J.C.,. On a retrouvé quelque 200 pièces de poterie dont plus de 13 vases de céramique sont signés de son nom sous la forme Βρυγος εποιεσεν (« Brygos m'a fait ») ainsi qu'on peut le voir sur un kylix ci-dessous ou sur l'anse d'une coupe au musée de Boston,. 
Dans son atelier travaillait un peintre renommé, désigné sous le nom de peintre de Brygos, un des plus importants peintres de céramique attique à figures rouges, dont on a retrouvé plusieurs centaines de kylixes. On y a aussi trouvé des pièces peintes par le peintre de Briséis.
Œuvres notables :
- Cratère de l'Iliupersis (Musée du Louvre[6]) (ci-contre)

Quelques pièces de cet atelier
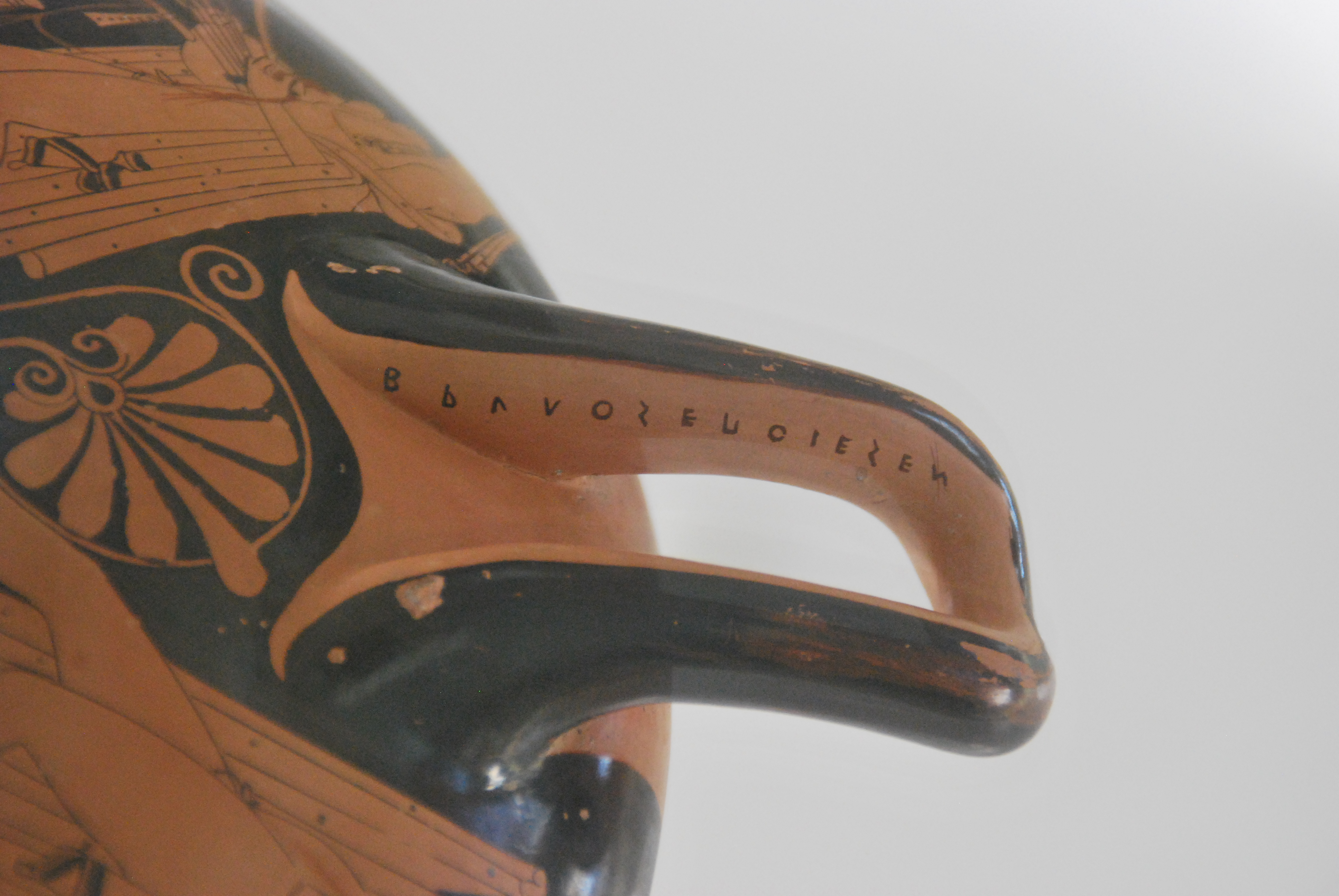
Kylix attique à figures rouges avec la signature de Brygos sur l'anse. Martin von Wagner Museum (Wurtzbourg).
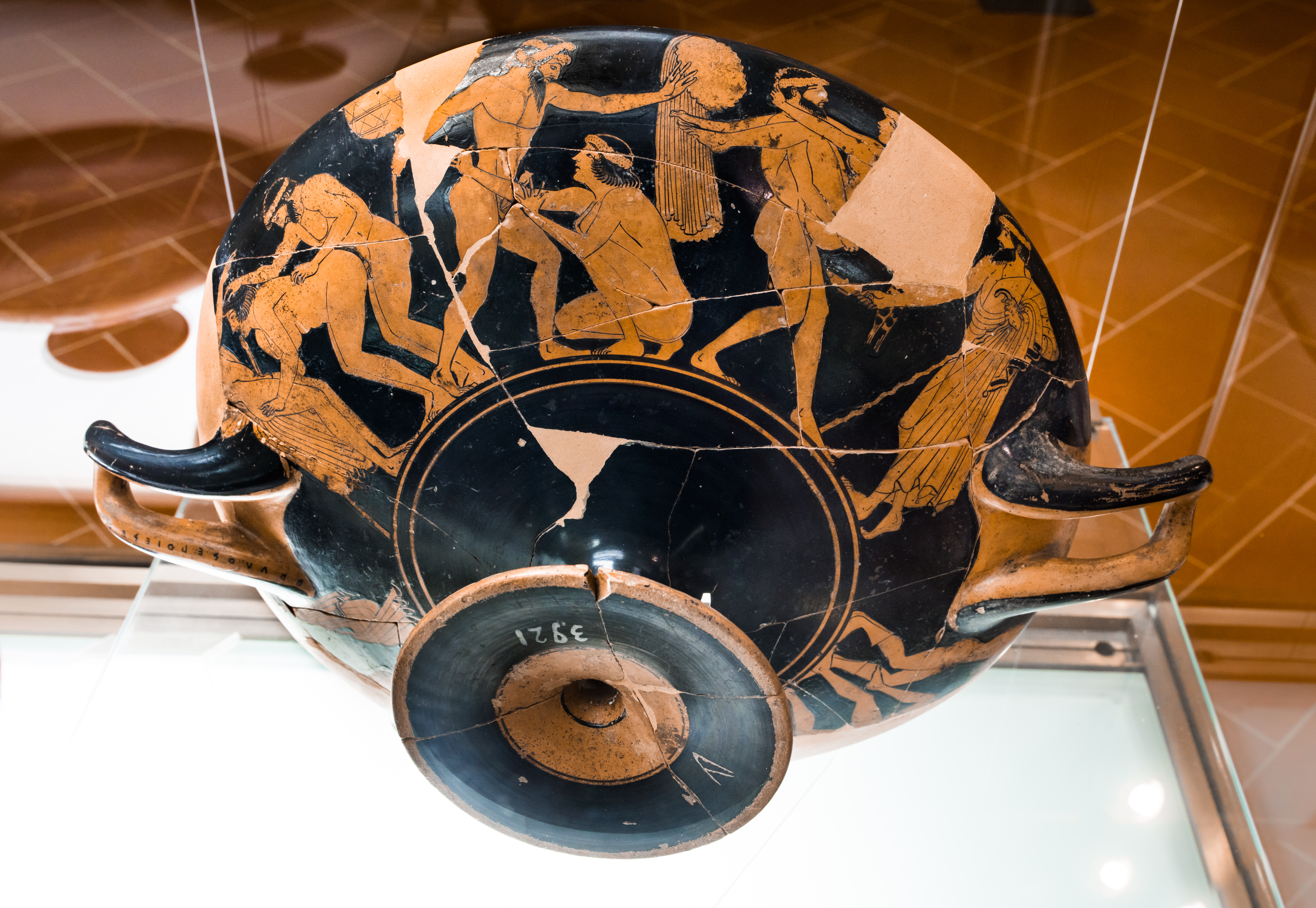
Kylix attique à figures rouges. Musée archéologique national (Florence).
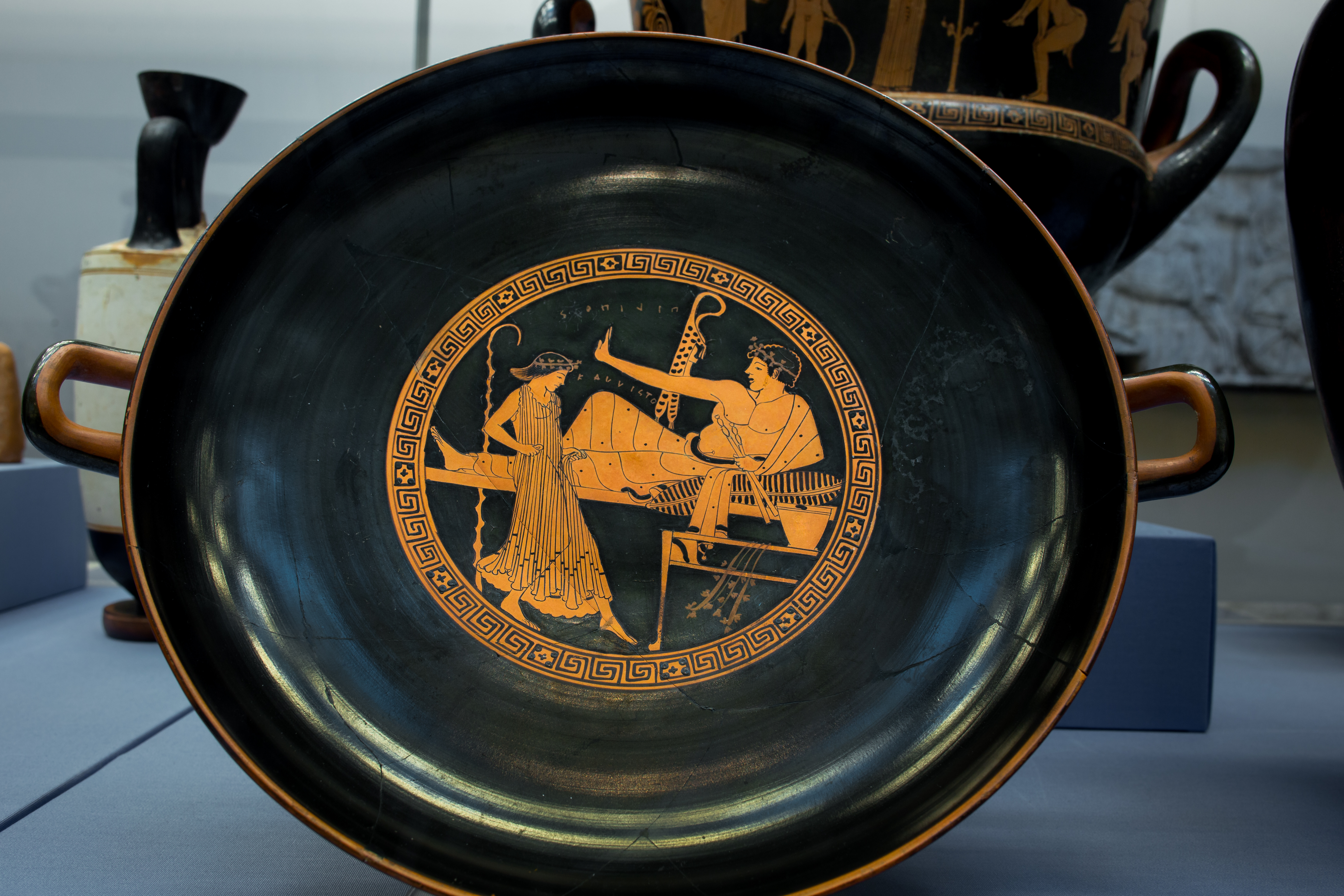
Kylix attique à figures rouges de type B, vers. 490 a. C., British Museum (Londres).
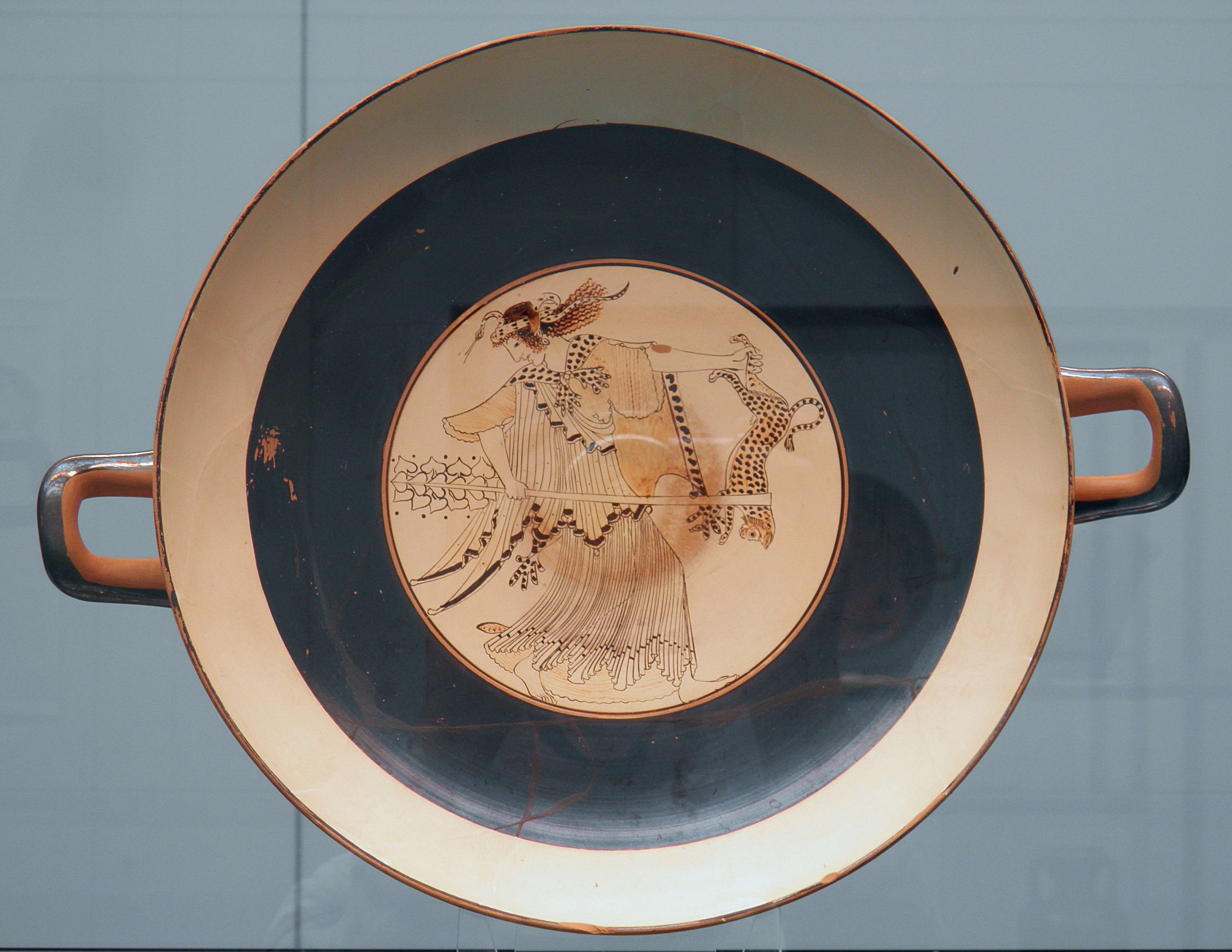
Ménade avec serpent, bête de proie et lierre à l'intérieur d'une coupe à fond blanc (Collection des antiquités) (ci-dessous)